# 中山金杯
中山金杯（なかやまきんぱい）は、日本中央競馬会 (JRA) が中山競馬場で施行する中央競馬の重賞競走 (GIII) である。競馬番組表での名称は「日刊スポーツ賞 中山金杯（にっかんスポーツしょう なかやまきんぱい）」と表記している。
正賞は日刊スポーツ新聞社賞。

## 概要
1952年に、5歳（現4歳）以上の馬による重賞として「金杯」の名称で創設。1966年から1995年までは京都競馬場でも同名の競走（現・京都金杯）が行われていたが、1996年より東西の金杯を区別するため現名称に変更された。
負担重量は別定とされた1954年から1960年を除き、ハンデキャップで行われている。施行場は幾度かの変更を経た後、1980年から中山競馬場で定着。創設時の施行距離は芝2600mだったが、1960年（昭和35年）に新年最初の重賞として創設されたアメリカジョッキークラブカップ（AJCC）と入れ替わる形で、翌1961年より芝2000mに短縮。時期も同様にAJCCとの交換で新年最初の節の開催になり、新年の中央競馬の開幕（1月）を飾る重賞として定着した。
外国産馬は1994年から、外国馬は2006年から、地方競馬所属馬は2020年からそれぞれ出走可能になった。
京都金杯と同じように競馬ファンからは金杯の格言として「一年の計は元旦にあり」をもじって「一年の計は金杯にあり」と言われている。また、「金杯で乾杯」のフレーズもしばしば口にされる。
地上波テレビ放送局は開催日が日曜日固定でないため毎年変動し、開催日が月曜日～土曜日の場合はテレビ東京、日曜日の時はフジテレビで放送される。

### 競走条件
以下の内容は、2025年のもの。
出走資格：サラ系4歳以上、2024年1月6日以降2024年12月28日まで1回以上出走馬、除未出走馬および未勝利馬
- JRA所属馬
- 地方競馬所属馬（認定馬のみ、2頭まで）
- 外国調教馬（優先出走）

負担重量：ハンデキャップ

### 賞金
2025年の1着賞金は4300万円で、以下2着1700万円、3着1100万円、4着650万円、5着430万円。

## 歴史
- 1952年 - 5歳以上の馬によるハンデキャップの重賞競走「金盃」の名称で創設、中山競馬場の芝2600mで施行[3]。
- 1954年 - 負担重量を別定に変更[3]。
- 1961年 - 負担重量をハンデキャップに変更[3]。
- 1966年 - 名称を「日刊スポーツ賞 金盃」に変更[3]。
- 1971年 - 名称を「日刊スポーツ賞 金杯」に変更[3]。
- 1972年 - 馬インフルエンザ流行の影響で4月に福島競馬場の芝2000mと変更されたが、厩務員のストライキでさらに2週延期された[6]。
- 1984年 - グレード制施行によりGIII[注 1]に格付け。
- 1994年 - 混合競走に指定、外国産馬が出走可能になる[3]。
- 1996年 - 名称を「日刊スポーツ賞 中山金杯」に変更。
- 2001年 - 馬齢表記を国際基準へ変更したことに伴い、競走条件を「4歳以上」に変更。
- 2006年 - 国際競走に指定、外国調教馬が4頭まで出走可能となる[3]。
- 2007年 - 日本のパートI国昇格に伴い、外国調教馬の出走枠が8頭に拡大[3]。
- 2015年  
  - 出走可能頭数を17頭に拡大。
  - 外国馬の出走枠を9頭に変更。
- 2020年 - 特別指定交流競走に指定され、地方競馬所属馬が2頭まで出走可能になる。
- 2025年 - 芝Bコースでの開催となり、出走可能頭数を18頭に拡大。

### 歴代優勝馬
優勝馬の馬齢は、2000年以前も現行表記に揃えている。
コース種別を表記していない距離は、芝コースを表す。
競走名は第1回から第44回まで「金杯」。
| 回数   | 施行日        | 競馬場 | 距離        | 優勝馬             | 性齢 | タイム   | 優勝騎手   | 管理調教師 | 馬主                               |
| ------ | ------------- | ------ | ----------- | ------------------ | ---- | -------- | ---------- | ---------- | ---------------------------------- |
| 第1回  | 1952年1月20日 | 中山   | 2600m       | サチフサ           | 牡4  | 2:46 2/5 | 蛯名武五郎 | 藤本冨良   | （株）東北牧場                     |
| 第2回  | 1953年1月18日 | 中山   | 2600m       | アサトモ           | 牡4  | 2:47 2/5 | 古山良司   | 望月与一郎 | 手塚栄一                           |
| 第3回  | 1954年1月17日 | 中山   | 2600m       | ガイセイ           | 牡4  | 2:53 4/5 | 保田隆芳   | 尾形藤吉   | 岩崎利明                           |
| 第4回  | 1955年1月16日 | 中山   | 2600m       | ハクリヨウ         | 牡5  | 2:45 2/5 | 保田隆芳   | 尾形藤吉   | 西博                               |
| 第5回  | 1956年1月22日 | 中山   | 2600m       | クリチカラ         | 牡6  | 2:57 2/5 | 森安弘明   | 尾形藤吉   | 栗林友二                           |
| 第6回  | 1957年1月20日 | 中山   | 2600m       | ホマレモン         | 牡4  | 2:44 1/5 | 山本勲     | 尾形藤吉   | 永田雅一                           |
| 第7回  | 1958年1月19日 | 中山   | 2600m       | オンワードゼア     | 牡4  | 2:48 1/5 | 野平好男   | 二本柳俊夫 | 樫山純三                           |
| 第8回  | 1959年1月18日 | 中山   | 2600m       | トサオー           | 牡4  | 2:47 3/5 | 野平祐二   | 松山吉三郎 | 溝本儀三男                         |
| 第9回  | 1960年1月17日 | 中山   | 2600m       | カネチカラ         | 牡4  | 2:48.1   | 森安弘明   | 阿部正太郎 | 金指吉昭                           |
| 第10回 | 1961年1月3日  | 中山   | 2000m       | ヤマニンモアー     | 牡4  | 2:05.8   | 藤本勝彦   | 藤本冨良   | 土井宏二                           |
| 第11回 | 1962年1月3日  | 中山   | 2000m       | オンスロート       | 牡5  | 2:03.3   | 山岡忞     | 中村広     | 荒木政司                           |
| 第12回 | 1963年1月3日  | 中山   | 2000m       | カネツセーキ       | 牡4  | 2:03.4   | 伊藤竹男   | 久保田金造 | 清水正紀                           |
| 第13回 | 1964年1月3日  | 中山   | 2000m       | トースト           | 牝5  | 2:04.1   | 保田隆芳   | 尾形藤吉   | 永田雅一                           |
| 第14回 | 1965年1月3日  | 中山   | 2000m       | アサホコ           | 牡5  | 2:04.2   | 加賀武見   | 藤本冨良   | 手塚栄一                           |
| 第15回 | 1966年1月3日  | 東京   | 2000m       | ヤマドリ           | 牡5  | 2:03.8   | 森安弘明   | 森末之助   | 清水友太郎                         |
| 第16回 | 1967年1月3日  | 中山   | 2000m       | ヒガシソネラオー   | 牡5  | 2:06.1   | 伊藤竹男   | 久保田金造 | 坂本清五郎                         |
| 第17回 | 1968年1月3日  | 中山   | 2000m       | オンワードヒル     | 牡5  | 2:04.8   | 牧野三雄   | 中村広     | 樫山純三                           |
| 第18回 | 1969年1月5日  | 中山   | 2000m       | ハクセツ           | 牝4  | 2:04.4   | 岡部幸雄   | 高橋英夫   | 中村勝五郎                         |
| 第19回 | 1970年1月4日  | 東京   | 2000m       | スイートフラッグ   | 牝6  | 2:03.8   | 野平祐二   | 野平省三   | 和田共弘                           |
| 第20回 | 1971年1月5日  | 東京   | ダート2100m | コウジョウ         | 牡5  | 2:12.0   | 吉永正人   | 松山吉三郎 | 佐藤守宏                           |
| 第21回 | 1972年4月30日 | 福島   | 2000m       | コーヨー           | 牡4  | 2:01.6   | 川上征雄   | 川上武一   | 佐藤欣治                           |
| 第22回 | 1973年1月7日  | 東京   | 2000m       | クリイワイ         | 牡4  | 2:04.8   | 郷原洋行   | 大久保勝之 | 栗林友二                           |
| 第23回 | 1974年1月6日  | 東京   | 2000m       | イナボレス         | 牡5  | 2:01.4   | 宮田仁     | 大久保末吉 | 稲富稜人                           |
| 第24回 | 1975年1月6日  | 東京   | 2000m       | ウエスタンダッシュ | 牡4  | 2:03.1   | 伊藤正徳   | 尾形藤吉   | 西川商事（株）                     |
| 第25回 | 1976年1月5日  | 東京   | 2000m       | アイフル           | 牡5  | 2:03.1   | 菅原泰夫   | 仲住芳雄   | 藤本義昭                           |
| 第26回 | 1977年1月5日  | 東京   | 2000m       | ハーバーヤング     | 牡5  | 2:02.0   | 岡部幸雄   | 稲葉秀男   | （株）ハーバー                     |
| 第27回 | 1978年1月5日  | 東京   | ダート2100m | シマノカツハル     | 牡5  | 2:09.7   | 小島太     | 古山良司   | 高橋勝治                           |
| 第28回 | 1979年1月5日  | 東京   | 2000m       | シービークロス     | 牡4  | 2:00.6   | 吉永正人   | 松山吉三郎 | 千明牧場                           |
| 第29回 | 1980年1月5日  | 中山   | 2000m       | ヨシノスキー       | 牡4  | 2:08.4   | 的場均     | 佐藤征助   | 吉沢操子                           |
| 第30回 | 1981年1月5日  | 中山   | 2000m       | ドロッポロード     | 牡4  | 2:02.0   | 中野栄治   | 荒木静雄   | 瀧村修蔵                           |
| 第31回 | 1982年1月5日  | 中山   | 2000m       | エイティトウショウ | 牝4  | 2:04.4   | 中島啓之   | 奥平真治   | トウショウ産業（株）               |
| 第32回 | 1983年1月5日  | 中山   | 2000m       | ヨロズハピネス     | 牡4  | 2:02.2   | 伊藤正徳   | 尾形充弘   | （株）アイ・ケイ・テイ・オーナーズ |
| 第33回 | 1984年1月5日  | 中山   | 2000m       | ドウカンヤシマ     | 牡4  | 2:01.8   | 大塚栄三郎 | 田中朋次郎 | 新井興業（株）                     |
| 第34回 | 1985年1月6日  | 中山   | 2000m       | スズパレード       | 牡4  | 2:00.4   | 田村正光   | 富田六郎   | 小紫芳夫                           |
| 第35回 | 1986年1月5日  | 中山   | 2000m       | クシロキング       | 牡4  | 2:01.6   | 岡部幸雄   | 中野隆良   | 阿部昭                             |
| 第36回 | 1987年1月5日  | 中山   | 2000m       | トチノニシキ       | 牝5  | 2:02.6   | 蛯沢誠治   | 栗田博憲   | 早乙女光男                         |
| 第37回 | 1988年1月5日  | 中山   | 2000m       | アイアンシロー     | 牡6  | 2:01.9   | 蓑田早人   | 森末之助   | 西山正行                           |
| 第38回 | 1989年1月5日  | 中山   | 2000m       | ニシノミラー       | 牡5  | 2:00.7   | 武藤善則   | 佐藤全弘   | 西山正行                           |
| 第39回 | 1990年1月5日  | 中山   | 2000m       | メジロモントレー   | 牝4  | 2:00.4   | 横山典弘   | 奥平真治   | （有）メジロ牧場                   |
| 第40回 | 1991年1月5日  | 中山   | 2000m       | カリブソング       | 牡5  | 2:00.4   | 柴田政人   | 加藤修甫   | （株）荻伏牧場レーシング・クラブ   |
| 第41回 | 1992年1月5日  | 中山   | 2000m       | トウショウファルコ | 牡6  | 1:59.6   | 柴田政人   | 新関力     | トウショウ産業（株）               |
| 第42回 | 1993年1月5日  | 中山   | 2000m       | セキテイリュウオー | 牡4  | 2:00.5   | 田中勝春   | 藤原敏文   | （株）新元観光                     |
| 第43回 | 1994年1月5日  | 中山   | 2000m       | ヒダカハヤト       | 牡7  | 2:00.7   | 大塚栄三郎 | 森安弘昭   | 清峰殖産（株）                     |
| 第44回 | 1995年1月5日  | 中山   | 2000m       | サクラローレル     | 牡4  | 2:00.5   | 小島太     | 境勝太郎   | 全尚烈                             |
| 第45回 | 1996年1月5日  | 東京   | 2000m       | ベストタイアップ   | 牡4  | 1:59.3   | 横山典弘   | 松山康久   | 吉田照哉                           |
| 第46回 | 1997年1月5日  | 中山   | 2000m       | ベストタイアップ   | 牡5  | 2:01.5   | 岡部幸雄   | 松山康久   | 吉田照哉                           |
| 第47回 | 1998年1月5日  | 中山   | 2000m       | グルメフロンティア | 牡6  | 2:01.4   | 岡部幸雄   | 田中清隆   | 石井政義                           |
| 第48回 | 1999年1月5日  | 中山   | 2000m       | サイレントハンター | 牡6  | 2:00.8   | 吉田豊     | 大久保洋吉 | 臼田浩義                           |
| 第49回 | 2000年1月5日  | 中山   | 2000m       | ジョービッグバン   | 牡5  | 2:01.4   | 山田和広   | 坪正直     | 上田けい子                         |
| 第50回 | 2001年1月5日  | 中山   | 2000m       | カリスマサンオペラ | 牝4  | 2:01.2   | 中舘英二   | 崎山博樹   | 畔柳年言                           |
| 第51回 | 2002年1月5日  | 東京   | 2000m       | ビッグゴールド     | 牡4  | 1:59.0   | 柴田善臣   | 中尾正     | （有）ビッグ                       |
| 第52回 | 2003年1月5日  | 中山   | 2000m       | トーホウシデン     | 牡6  | 2:00.0   | 田中勝春   | 田中清隆   | 東豊物産（株）                     |
| 第53回 | 2004年1月5日  | 中山   | 2000m       | アサカディフィート | 騸6  | 1:59.2   | 中舘英二   | 鶴留明雄   | 浅川吉男                           |
| 第54回 | 2005年1月5日  | 中山   | 2000m       | クラフトワーク     | 牡5  | 1:59.0   | 横山典弘   | 後藤由之   | （有）サンデーレーシング           |
| 第55回 | 2006年1月5日  | 中山   | 2000m       | ヴィータローザ     | 牡6  | 1:59.4   | 柴山雄一   | 橋口弘次郎 | （有）サンデーレーシング           |
| 第56回 | 2007年1月6日  | 中山   | 2000m       | シャドウゲイト     | 牡5  | 2:02.4   | 田中勝春   | 加藤征弘   | 飯塚知一                           |
| 第57回 | 2008年1月5日  | 中山   | 2000m       | アドマイヤフジ     | 牡6  | 2:00.7   | 川田将雅   | 橋田満     | 近藤利一                           |
| 第58回 | 2009年1月4日  | 中山   | 2000m       | アドマイヤフジ     | 牡7  | 1:58.5   | 川田将雅   | 橋田満     | 近藤利一                           |
| 第59回 | 2010年1月5日  | 中山   | 2000m       | アクシオン         | 牡7  | 2:00.8   | 藤田伸二   | 二ノ宮敬宇 | 中田徹                             |
| 第60回 | 2011年1月5日  | 中山   | 2000m       | コスモファントム   | 牡4  | 1:59.8   | 松岡正海   | 宮徹       | （有）ビッグレッドファーム         |
| 第61回 | 2012年1月5日  | 中山   | 2000m       | フェデラリスト     | 牡5  | 1:59.4   | 蛯名正義   | 田中剛     | （有）社台レースホース             |
| 第62回 | 2013年1月5日  | 中山   | 2000m       | タッチミーノット   | 牡7  | 1:59.5   | 横山典弘   | 柴崎勇     | 吉田照哉                           |
| 第63回 | 2014年1月5日  | 中山   | 2000m       | オーシャンブルー   | 牡6  | 2:00.1   | F.ベリー   | 池江泰寿   | 青芝商事（株）                     |
| 第64回 | 2015年1月4日  | 中山   | 2000m       | ラブリーデイ       | 牡5  | 1:57.8   | F.ベリー   | 池江泰寿   | 金子真人ホールディングス（株）     |
| 第65回 | 2016年1月5日  | 中山   | 2000m       | ヤマカツエース     | 牡4  | 2:01.2   | 池添謙一   | 池添兼雄   | 山田和夫                           |
| 第66回 | 2017年1月5日  | 中山   | 2000m       | ツクバアズマオー   | 牡6  | 2:00.6   | 吉田豊     | 尾形充弘   | 荻原昭二                           |
| 第67回 | 2018年1月6日  | 中山   | 2000m       | セダブリランテス   | 牡4  | 1:59.8   | 戸崎圭太   | 手塚貴久   | （有）シルクレーシング             |
| 第68回 | 2019年1月5日  | 中山   | 2000m       | ウインブライト     | 牡5  | 1:59.2   | 松岡正海   | 畠山吉宏   | （株）ウイン                       |
| 第69回 | 2020年1月5日  | 中山   | 2000m       | トリオンフ         | 騸6  | 1:59.5   | M.デムーロ | 須貝尚介   | （株）桑田牧場                     |
| 第70回 | 2021年1月5日  | 中山   | 2000m       | ヒシイグアス       | 牡5  | 2:00.9   | 松山弘平   | 堀宣行     | 阿部雅英                           |
| 第71回 | 2022年1月5日  | 中山   | 2000m       | レッドガラン       | 牡7  | 2:00.1   | 斎藤新     | 安田隆行   | （株）東京ホースレーシング         |
| 第72回 | 2023年1月5日  | 中山   | 2000m       | ラーグルフ         | 牡4  | 2:00.2   | 戸崎圭太   | 宗像義忠   | 村木隆                             |
| 第73回 | 2024年1月6日  | 中山   | 2000m       | リカンカブール     | 牡5  | 1:58.9   | 津村明秀   | 田中克典   | （株）ラ・メール                   |
| 第74回 | 2025年1月5日  | 中山   | 2000m       | アルナシーム       | 牡6  | 1:58.1   | 藤岡佑介   | 橋口慎介   | ライオンレースホース(株)           |